# Манторвилл (город, Миннесота)
Манторвилл (англ. Mantorville) — город в округе Додж, штат Миннесота, США. На площади 3,7 км² (3,7 км² — суша, водоёмов нет), согласно переписи 2002 года, проживают 1054 человека. Плотность населения составляет 286,2 чел./км².
- Телефонный код города — 507
- Почтовый индекс — 55955
- FIPS-код города — 27-39986[1]
- GNIS-идентификатор — 0647454[2]